# Krzyż Miłosierdzia
Krzyż Miłosierdzia (serb.-chorw. Крст милосрђа, Krst milosrđa) – odznaczenie Królestwa Serbii i Królestwa Jugosławii za opiekę nad chorymi i rannymi, nadawane w latach 1912–1945.

## Historia i insygnia
Po obaleniu dynastii Obrenowiciów w roku 1903 nowy król Serbii Piotr I Karadziordziewić przejął niektóre odznaczenia poprzedników, ale wyłączył te, które były zbyt blisko związane z Obrenowiciami, a więc także Order Królowej Natalii, tak nazwany po matce ostatniego Obrenowicia Aleksandra I Serbskiego. Order Natalii był nadawany szczególnie kobietom za opiekę nad rannymi w czasie dwóch wojen, które Serbia prowadziła za czasów Obrenowiciów z Turcją i Bułgarią. Istniał wprawdzie serbski Order Zasługi Czerwonego Krzyża, ale było to odznaczenie półprywatne, a więc powstała konieczność stworzenia orderu państwowego nawiązującego do tradycji Orderu Natalii.
Order został ustanowiony 7 czerwca (19 starego stylu) roku 1912 w czasie I wojny bałkańskiej (1912–1913) i otrzymał trzy klasy: Krzyż Złoty, Srebrny i Brązowy, które mogły być nadawane i Serbom i cudzoziemcom, cywilom i wojskowym. Oznaką orderu był krzyż maltański, w medalionie środkowym awersu znajdował się napis (tłum.) „Za miłosierdzie”, otoczony słowami Za negu ranjenika i bolesnika 1912 (tłum. „Za opiekę nad rannymi i chorymi 1912”). W medalionie środkowym rewersu znajdował się dwugłowy orzeł serbski z krzyżem serbskim na piersi. Odznaczenie noszone było na piersi na jasnoniebieskiej wstędze, w przypadku mężczyzn wiązanej na modłę austriacką w trójkąt, w przypadku kobiet na damskiej kokardzie nad lewą piersią.
Nie nadawany po 1945 r. order znalazł w 1993 następcę w postaci odznaczenia o tej samej nazwie, ale innym wyglądzie, nadawanego przez władze Republiki Serbskiej, krainy federacyjnej w Bośni i Hercegowinie.